# Agallpampa (distrito)
Agallpampa é um distrito do Peru, departamento de La Libertad, localizada na província de Otuzco.

## Transporte
O distrito de Agallpampa é servido pela seguinte rodovia:
- PE-10A, que liga o distrito de Quiruvilca à cidade de Trujillo (distrito)
- LI-120, que liga o distrito à cidade de Calamarca [1][2][3]